# Carlepont
Carlepont är en kommun i departementet Oise i regionen Hauts-de-France i norra Frankrike. Kommunen ligger i kantonen Ribécourt-Dreslincourt som tillhör arrondissementet Compiègne. År 2022 hade Carlepont 1 402 invånare.

## Befolkningsutveckling
Antalet invånare i kommunen Carlepont
| Referens: INSEE |